# Hermann von Maltzan (Forschungsreisender)

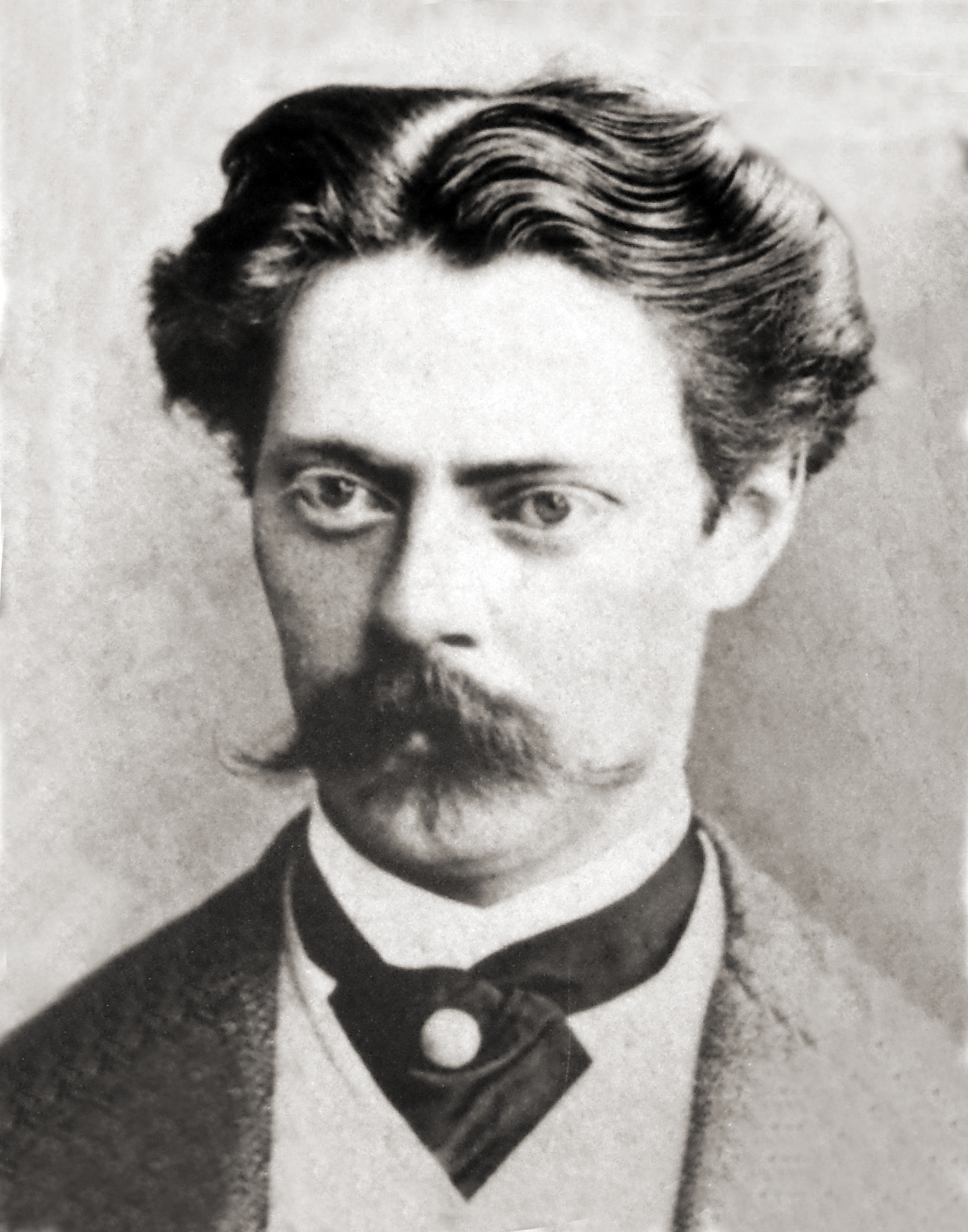
Hermann von Maltzan

Hermann Friedrich Joachim von Maltzan, Freiherr zu Wartenberg und Penzlin (* 18. Dezember 1843 in Rostock; † 19. Februar 1891 in Berlin) war ein deutscher Forschungsreisender, Dichter und Conchologe.

## Biografie

### Ausbildung
Hermann von Maltzan (Nr. 738 der Geschlechtszählung) stammte aus dem Haus Rothenmoor des mecklenburgischen Uradelsgeschlecht von Maltza(h)n. Er war der jüngste Sohn des Landrats Friedrich von Maltzan, Freiherrn zu Wartenberg und Penzlin (1783–1864) auf Rothenmoor, Dahmen, Sagel und Federow aus dessen zweiter Ehe. Julius von Maltzan und Bernhard von Maltzan waren seine (Halb-)Brüder.
Bis zu seinem 16. Lebensjahr wurde er von Hauslehrern erzogen, die sein ausgeprägtes naturkundliches Interesse frühzeitig förderten. Im Alter von 16 Jahren wechselte er an das Gymnasium Neubrandenburg, das er bis zum Abitur Ostern 1861 besuchte. Während eines Sommerurlaubs 1863 in Trouville-sur-Mer in der Normandie an der französischen Küste des Ärmelkanals verfestigten die Vielzahl der dort vorkommenden Schalentiere sein naturwissenschaftliches Interesse und bestärkten ihn grundlegend in seinem späteren Lebensweg. Das im Herbst 1861 zunächst an der Universität Rostock begonnene Studium blieb so nur eine kurze Episode.

### Sammelreisen

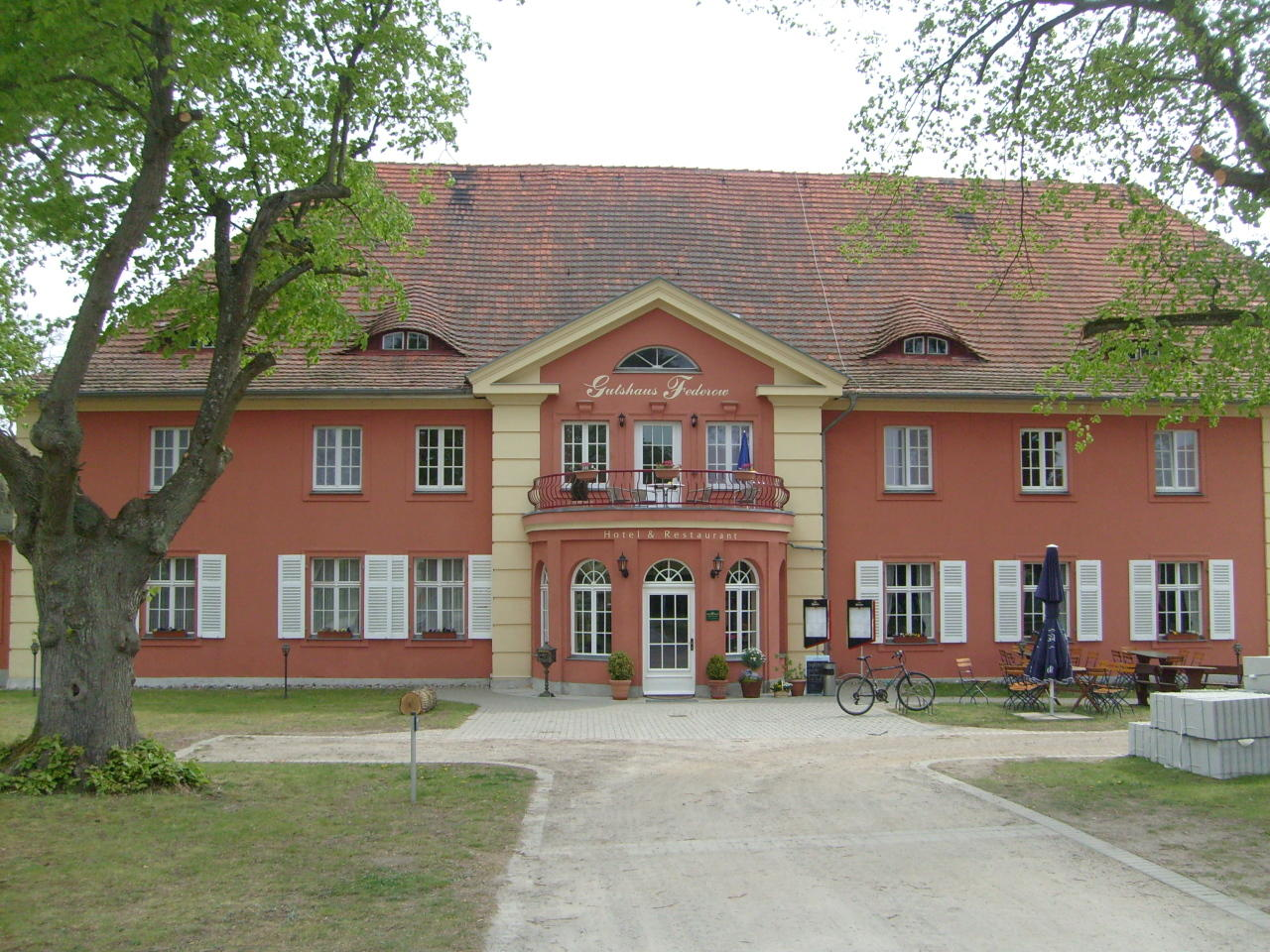
Gutshaus Federow

Bereits 1864 gab er das Studentenleben in Rostock auf und begab sich auf seine erste Sammelreise durch Südfrankreich, nach Spanien und auch Italien sowie nach Ägypten. Mit tausenden von Exponaten kehrte er 1865 zurück, als aufgrund der Sammeltätigkeit geschulter und ob seiner malakozoologischen Kenntnisse anerkannter Experte. Seine eigene Sammlung vergrößerte er durch den Ankauf bedeutender Sammlungen wie die des Händlers Landauer in Frankfurt und 1873 die des Konsuls Gruner in Bremen. 1866 gründete er das von Maltzan`sches Naturhistorische Museums für Mecklenburg, kurz Maltzaneum, und legte damit den Grundstock für das heutige Müritzeum in Waren. Von 1874 bis 1880 war er Vorsitzender des Vereins der Freunde der Naturgeschichte in Mecklenburg und wurde dann zu seinem korrespondierenden Mitglied ernannt.
Er übernahm zunächst nebenher auch die Bewirtschaftung seiner ererbten Güter Federow und Schwarzenhof (beide heute Ortsteile von Kargow) bei Waren, verkaufte diese jedoch 1877, um sich ganz auf seine naturkundlichen Interessen konzentrieren zu können und, angezogen vom heutigen Museum für Naturkunde, nach Berlin übersiedeln zu können. Bereits 1878 zog es ihn weiter nach Frankfurt am Main in die Nähe der Senckenbergische Naturforschende Gesellschaft und ihrer bedeutenden Sammlungen (Naturmuseum Senckenberg). In der Zeit um 1879 gründete er hier in der Großen Eschenheimer Straße 45 das Naturhistorische Institut „Linnaea“, das nach 1882 von August Müller übernommen und später in Berlin weitergeführt wurde.
1879 bis 1883 unternahm er eine weitere große Forschungsreise, die ihn zunächst wieder auf die Iberische Halbinsel führte, wo er in Portugal schwerpunktmäßig die bis dahin weitgehend unbeachtete Algarve erforschte. Weiter reiste er nach Westafrika, wo er vorwiegend im Senegal arbeitete. 1882 zurück in Frankfurt gehörte er zu den Gründern des Deutschen Kolonialvereins. Anschließend führte ihn sein Weg über Griechenland und Kreta an die Mittelmeerküste des asiatischen Teils der Türkei.

Von Hermann von Maltzan erstbeschriebene Conchylien
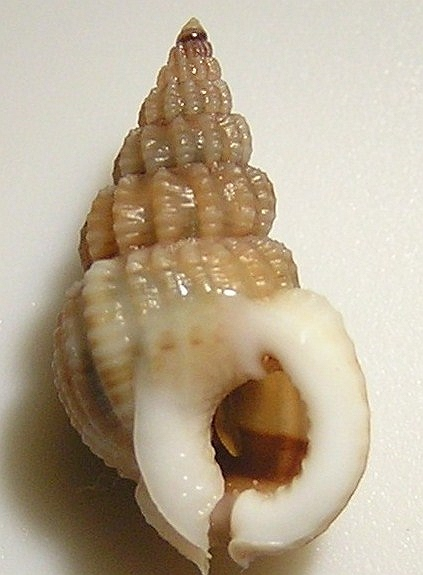
Nassarius pachychilus
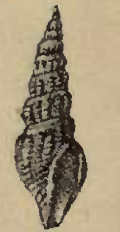
Drillia ballista
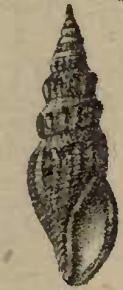
Drillia tripter

1883 kehrte er zurück und lebte zunächst in Darmstadt, um 1885 nach Berlin zurückzukehren, wo er auch seine umfassende literarische Tätigkeit aufnahm, die von der Bedeutung hinter seine naturkundliche Sammeltätigkeit zurücktritt. Die zahlreichen Schauspiele wurden zumeist nicht unter seinem wirklichen Namen veröffentlicht.

## Werke

### Naturkunde
- Zum Cap S. Vincent. Reise durch das Königreich Algarve. Frankfurt 1880.

### Literarische Werke
- 1883: Der Artenstein.
- 1884: Der Adelskalender., Ein berühmter Mann., Die Kunstmegäre.
- 1885: Freudenreich., Der Verein., Melidoni.
- 1890: Der Lohnkampf.
- 1892 (postmortem): Der Messias der Juden.